# Хрест Мілана Растіслава Штефаника
Хрест Мілана Растіслава Штефаника (словац. Kríž Milana Rastislava Štefánika) — державна нагорода Словаччини.
Хрест Мілана Растіслава Штефаника був заснований Законом № 37/1994 від 2 лютого 1994 року.
Носить ім'я Мілана Растіслава Штефаника (1880–1919), видатного діяча словацького національного руху, що брав участь у створенні незалежної Чехословацької Республіки.

## Підстави нагородження
Хрестом Мілана Растіслава Штефаника нагороджуються громадяни Словаччини, які з ризиком для власного життя вчинили подвиг у справі захисту Словацької республіки, а також тим, хто з ризиком для життя і здоров'я рятували людей і майно держави.
Кожен Президент Словацької Республіки є кавалером Хреста Мілана Растислава Штефаника першого класу.
Хрест має три класи. Вищий — 1 клас.
| I класу | II класу | III класу |

Серед нагороджених Хрестом Мілана Растіслава Штефаника I класу:
- Іван Гашпарович
- Міхал Ковач
- Рудольф Шустер